# 결합 구조

결합 구조의 예. 이는 6개의 점(A, B, C, D, E, P) 및 6개의 직선(l, m, n, o, p, q)을 갖는다.

기하학에서 결합 구조(結合構造, 영어: incidence structure)는 두 집합 및 그 사이의 어떤 이항 관계로 구성된 수학적 구조이다. 일부 경우, 이는 각각 점과 직선으로 이루어진 기하계로 해석될 수 있다.

## 정의
결합 구조 {\displaystyle (X,L,\vartriangleleft )}는 다음과 같은 데이터로 주어진다.
- 집합 {\displaystyle X}. 그 원소를 점(點, 영어: point)이라고 한다.
- 집합 {\displaystyle L}. 그 원소를 직선(直線, 영어: line)이라고 한다.
- 부분 집합 {\displaystyle \vartriangleleft \subseteq X\times L}. 만약 {\displaystyle (x,l)\in \vartriangleleft }라면 이를 {\displaystyle x\vartriangleleft l} 또는 {\displaystyle l\vartriangleright x}로 표기하고, {\displaystyle x}가 {\displaystyle l}과 결합한다(結合-, 영어: incident)고 한다. (이 이항 관계는 {\displaystyle x\,{\mathsf {I}}\,l} 또는 {\displaystyle x\in l} 등으로 표기되기도 한다.)

결합 구조 {\displaystyle (X,L,\vartriangleleft )}에서, 부분 집합
{\displaystyle X'\subseteq X}
{\displaystyle L'\subseteq L}
이 주어졌을 때, {\displaystyle (X',L',\vartriangleleft \upharpoonright X'\times L')}를 {\displaystyle (X,L,\vartriangleleft )}의 부분 결합 구조(部分結合構造, 영어: incidence substructure)라고 한다.

### 균등 결합 구조
결합 구조 {\displaystyle (X,L,\vartriangleleft )}가 만약 다음 조건을 만족시킨다면, 이를 균등 결합 구조(均等結合構造, 영어: uniform incidence structure)라고 한다.
- 임의의 두 점 {\displaystyle x,y\in X}에 대하여, {\displaystyle |\{l\in L\colon x\vartriangleleft l\}|=|\{l\in L\colon y\vartriangleleft l\}|}이다.

결합 구조 {\displaystyle (X,L,\vartriangleleft )}가 만약 다음 조건을 만족시킨다면, 이를 정칙 결합 구조(正則結合構造, 영어: regular incidence structure)라고 한다.
- 임의의 두 직선 {\displaystyle l,m\in L}에 대하여, {\displaystyle |\{x\in X\colon x\vartriangleleft l\}|=|\{x\in X\colon x\vartriangleleft m\}|}이다.

이 두 개념은 서로 쌍대이다. 즉, 균등 결합 구조의 쌍대 결합 구조는 정칙 결합 구조이며, 그 역도 성립한다.

### 선형 공간
결합 구조 {\displaystyle (X,L,\vartriangleleft )}가 만약 다음 조건을 만족시킨다면, 이를 준선형 공간(準線形空間, 영어: partial linear space)이라고 한다.
- (A) 임의의 서로 다른 두 점 {\displaystyle x,y\in X}에 대하여, {\displaystyle x\vartriangleleft l\vartriangleright y}인 직선 {\displaystyle l\in L}이 적어도 하나 이상 존재한다.
- (B) 임의의 직선 {\displaystyle l\in L}에 대하여, {\displaystyle x\vartriangleleft l\vartriangleright y}인 서로 다른 두 점 {\displaystyle x,y\in X}이 항상 존재한다.

다음 조건을 만족시키는 준선형 공간 {\displaystyle (X,L,\vartriangleleft )}을 선형 공간(線形空間, 영어: linear space)이라고 한다.
- (A′) 임의의 서로 다른 두 점 {\displaystyle x,y\in X}에 대하여, {\displaystyle x\vartriangleleft l\vartriangleright y}인 직선 {\displaystyle l\in L}이 유일하게 존재한다.

## 연산

### 쌍대 결합 구조
결합 구조 {\displaystyle P=(X,L,\vartriangleleft )}가 주어졌을 때, {\displaystyle (L,X,\vartriangleright )}, 즉
- {\displaystyle P}의 각 점에 대응하는 직선을 가지며,
- {\displaystyle P}의 각 직선에 대응하는 점을 가지며,
- {\displaystyle P}에서 결합하는 점과 직선은 결합하는 직선과 점에 대응되는

결합 구조를 구성할 수 있다. 이를 {\displaystyle P}의 쌍대 결합 구조(雙對結合構造, 영어: dual incidence structure)이라고 한다.
스스로의 쌍대와 동형인 결합 구조를 자기 쌍대 결합 구조(自己雙對結合構造, 영어: self-dual incidence structure)라고 한다.
만약 {\displaystyle P}가 사영 평면이라면 그 쌍대 결합 구조 역시 사영 평면이다.

### 결합 행렬
결합 구조 {\displaystyle (X,L,\vartriangleleft )}가 주어졌으며, {\displaystyle X}와 {\displaystyle L}이 둘 다 유한 집합이라고 하자. {\displaystyle X}와 {\displaystyle L} 위에 각각 임의의 전순서를 부여하여
{\displaystyle X=\{x_{1},x_{2},\dotsc ,x_{m}\}}
{\displaystyle L=\{l_{1},l_{2},\dotsc ,l_{n}\}}
로 적자. 그렇다면, 다음과 같은 {\displaystyle m\times n} 행렬을 정의할 수 있으며, 이를 결합 구조 {\displaystyle (X,L,\vartriangleleft )}의 결합 행렬(結合行列, 영어: incidence matrix)이라고 한다.
{\displaystyle M_{ij}={\begin{cases}1&x_{i}\vartriangleleft l_{j}\\0&x_{i}\not \vartriangleleft l_{j}\end{cases}}}

### 레비 그래프
결합 구조 {\displaystyle (X,L,\vartriangleleft )}가 주어졌을 때, 다음과 같은, 검은색 및 흰색의 그래프 색칠을 갖는 이분 그래프를 정의할 수 있다.
- 검은 꼭짓점은 점({\displaystyle X}의 각 원소)에 대응한다.
- 흰 꼭짓점은 직선({\displaystyle L}의 각 원소)에 대응한다.
- 검은 꼭짓점 {\displaystyle x\in X} 및 흰 꼭짓점 {\displaystyle l\in L} 사이에 변이 있을 필요 충분 조건은 {\displaystyle x\vartriangleleft l}인지 여부이다.

이를 결합 구조 {\displaystyle (X,L,\vartriangleleft )}의 레비 그래프(영어: Levi graph)라고 한다.

## 예

### 자명한 결합 구조
임의의 집합 {\displaystyle X}에 대하여, {\displaystyle L=\varnothing }으로 정의하면, 유일한 결합 구조 {\displaystyle (X,\varnothing ,\varnothing )}를 정의할 수 있으며, 이 결합 구조에는 직선이 존재하지 않는다.
마찬가지로, 임의의 집합 {\displaystyle L}에 대하여, {\displaystyle X=\varnothing }으로 정의하면, 유일한 결합 구조 {\displaystyle (\varnothing ,L,\varnothing )}를 정의할 수 있으며, 이 결합 구조에는 점이 존재하지 않는다.

### 그래프
임의의 그래프 {\displaystyle \Gamma }가 주어졌을 때,
- 점을 {\displaystyle \Gamma }의 꼭짓점으로 삼으며,
- 직선을 {\displaystyle \Gamma }의 변으로 삼으며,
- 결합 관계를 변이 꼭짓점을 끝점으로 갖는지 여부로 삼는

결합 구조 {\displaystyle (\operatorname {V} (\Gamma ),\operatorname {E} (\Gamma ),\vartriangleleft )}를 정의할 수 있다.

### 다각형

삼각형 결합 구조

2 이상의 정수 {\displaystyle n\geq 2}가 주어졌다고 하자. 집합
{\displaystyle X=\{x_{1},x_{2},\dotsc ,x_{n}\}}
{\displaystyle L=\{l_{1},l_{2},\dotsc ,l_{n}\}}
위에, 다음과 같은 결합 관계를 주자.
{\displaystyle x_{i}\vartriangleleft l_{j}\iff j-i\equiv 0,1{\pmod {n}}}
이 결합 구조 {\displaystyle (X,L,\vartriangleleft )}를 {\displaystyle n}각형({\displaystyle n}角形, 영어: {\displaystyle n}-gon)이라고 한다.
특히, 만약 {\displaystyle n\geq 3}일 경우 이는 길이 {\displaystyle n}의 순환 그래프에 대응하는 결합 구조이다.

### 블록 설계
임의의 블록 설계 {\displaystyle (X,{\mathcal {B}})}가 주어졌을 때,
- 점을 {\displaystyle X}의 원소로 삼으며,
- 직선을 블록(즉, {\displaystyle {\mathcal {B}}}의 원소)으로 삼으며,
- 결합 관계를 점이 블록의 원소인지 여부로 삼는

결합 구조 {\displaystyle (X,{\mathcal {B}},\in )}를 정의할 수 있다.

### 사영 평면

파노 평면 은 사영 평면의 한 예이다.

사영 평면은 특별한 균등 정칙 결합 구조이다.

### 리만 다양체
임의의 리만 다양체 {\displaystyle (X,g)}가 주어졌을 때,
- 점을 {\displaystyle X}의 원소로 삼으며,
- 직선을 {\displaystyle (X,g)}의 (확장 불가능) 측지선으로 삼으며,
- 결합 관계를 점이 측지선에 속하는지 여부로 삼는

결합 구조를 정의할 수 있다.

### 일반화 다각형
일반화 다각형은 사영 평면의 일반화이며, 특별한 종류의 준선형 공간이다.

## 역사
“레비 그래프”라는 용어는 독일의 수학자 프리드리히 빌헬름 다니엘 레비(독일어: Friedrich Wilhelm Daniel Levi, 1888~1966)의 이름을 딴 것이다.

## 같이 보기
- 추상다포체

## 참고 문헌
- Dembowski, Peter (1968). 《Finite geometries》. Ergebnisse der Mathematik und ihrer Grenzgebiete (영어) 44. Springer-Verlag. ISBN 3-540-61786-8. MR 0233275.
- Pisanski, Tomaž; Servatius, Brigitte (2013). 《Configurations from a graphical viewpoint》 (영어). Springer-Verlag. doi:10.1007/978-0-8176-8364-1. ISBN 978-0-8176-8363-4.